# Бутово (деревня, муниципальный округ Егорьевск)
Бу́тово — деревня в муниципальном округе Егорьевск Московской области России. 

## География
Деревня Бутово расположена в западной части муниципального округа Егорьевск, примерно в 16 километрах к югу от города Егорьевск. Через деревню протекает река Щелинка. Высота над уровнем моря 136 метров.

## Название
Название связано с некалендарным личным именем Бут.

## История
До отмены крепостного права в России деревня принадлежала помещику Мац и помещице Оболенской. После 1861 года деревня вошла в состав Троицкой волости Егорьевского уезда. Приход находился в селе Троицы.
В 1926 году деревня входила в Бутовский сельсовет Колычёвской волости Егорьевского уезда.
До 1994 года Бутово входило в состав Колычевского сельсовета Егорьевского района, а в 1994—2006 годы — Колычевского сельского округа.
До 2015 года входила в состав городского поселения Егорьевск.
В 2015 году вошла в состав городского округа Егорьевск, образованного в том же году путем упразднения Егорьевского района и объединения всех его поселений в единый городской округ.

## Демография
В 1905 году — 196 человек (101 мужчина, 95 женщин), в 1926 году — 184 человека (91 мужчина, 93 женщины). По переписи 2002 года — 49 человек (22 мужчины, 27 женщин). Население — 43 человек (2010).
| 1859 | 1868 | 1885 | 1905 | 1926 | 2002 | 2006 |
| ---- | ---- | ---- | ---- | ---- | ---- | ---- |
| 110  | ↗134 | ↗146 | ↗196 | ↘184 | ↘49  | ↘37  |
| 2010 |      |      |      |      |      |      |
| ↗43  |      |      |      |      |      |      |